# Berndt August Hjorth
Berndt August Hjorth, född den 29 maj 1862 i Dalsbruk, Dragsfjärds församling i Finland, död den 20 februari 1937 i Oscars församling, Stockholm, var en affärsman, känd som grundare av industrikoncernen Bahco.

## Biografi

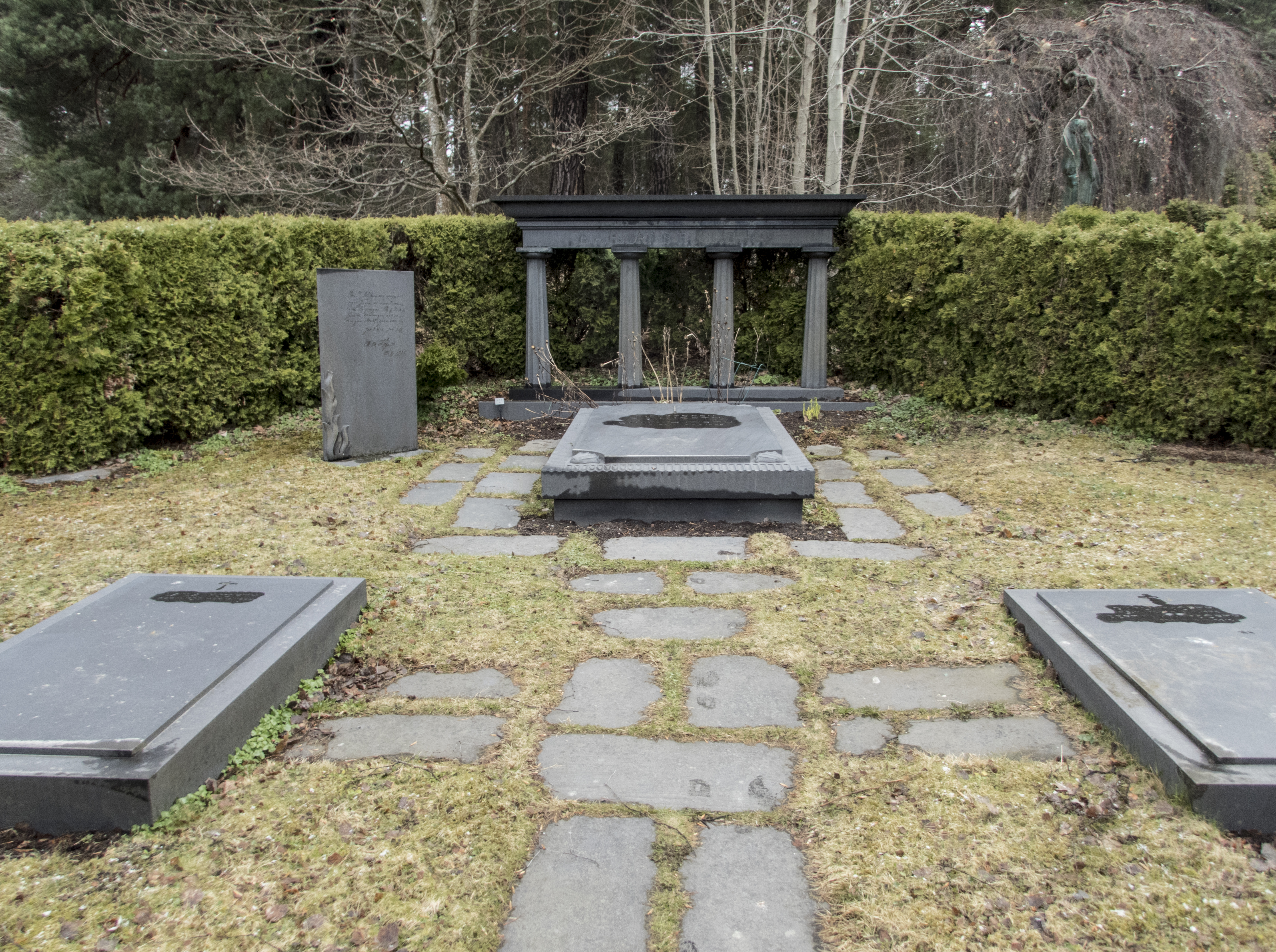
B. A. Hjorts familjegrav på Norra begravningsplatsen.

Berndt August Hjorth var son till maskinisten Nils August Hjort och föddes på ett järnbruk utanför Åbo. Familjen flyttade 1863 till Sverige. Efter skolgång i Karlskrona flyttade han med sin familj 1877 åter till Finland där han 1878–1881 arbetade vid Crighton & Co. i Åbo samtidigt som han bedrev studier vid en teknisk aftonskola. 
Han kom åter till Sverige 1881 och fick först anställning vid Södertälje Mekaniska Verkstad som montör av tröskverk. Han arbetade vid olika mekaniska verkstäder, bland annat 1882-1883 vid Separator och 1886–1889 som verkmästare och resande för cykelfabrikanten Per Froms maskinaffär. Ett försök att driva en egen maskinaffär 1885 fick emellertid avvecklas efter två år. 
År 1889 startade Hjorth tillsammans med en kompanjon en maskinaffär i Stockholm kallad B.A. Hjorth & Co. Det var inte investerat storkapital, utan Hjorths initiativkraft och affärsbegåvning som ledde till skapandet av ett storföretag. De första tre åren ägnade de sig mest åt försäljning av verktyg, som importerades från Tyskland och USA. Importaffärerna växte och firmans katalog likaså och 1890 förvärvade Hjorth den internationella ensamförsäljningsrätten för produkter från Enköpings Mekaniska Verkstad och därmed till de av J. P. Johansson konstruerade ställbara skiftnycklarna och rörtängerna.
År 1892 köpte Hjorth försäljningsrätten även till en annan svensk uppfinning, det sotfria fotogenköket Primus, som Frans Lindqvist hade patenterat samma år. Det lanserades framgångsrikt på världsmarknaden.  B.A. Hjorth & Co ombildades till aktiebolag 1899 och blev huvudföretag och försäljningsbolag med industriföretagen AB Primus och A/B Enköpings Verkstäder som dotterbolag och med varumärkena Bahco respektive Primus. År 1918 köpte Hjorth Primus som låg på Lilla Essingen i Stockholm och fick ansvar för både tillverkning och försäljning.
Hjorth bosatte sig i Stockholm i en fastighet på Villagatan 15 i Villastaden.
I början av 1930-talet lät han bygga "Villa Hjorth" i Diplomatstaden på Östermalm.
1954 döptes firman om till Bahco